# Stephen Domingo
Stephen George Adeniran Domingo (San Francisco, 9 maggio 1995) è un cestista statunitense con cittadinanza nigeriana.